# Jamestown (Virginia)
Jamestown is een plaats in de Amerikaanse staat Virginia. De stad werd gesticht op 14 mei 1607 door de Virginia Company in opdracht van koning James I naar wie de plaats ook vernoemd is. Het is daarmee ook de eerst geslaagde permanente Engelse nederzetting in Amerika. De kolonie werd verlaten in de 18e eeuw.

## Geschiedenis
Na een aantal moeilijke jaren als gevolg van honger, ziektes en een conflictueuze relatie met de indianen, ging het vanaf 1612 beter met de kolonie. Dat jaar introduceerde kolonist John Rolfe een bepaalde tabaksplant en die bleek lucratief te zijn. In 1619 kochten de kolonisten van Jamestown een twintigtal Afrikanen van de kaapvaarder White Lion, die het Portugese slavenschip São João Bautista had onderschept. Hoewel deze Afrikanen het onvrije statuut van contractarbeider hadden, wordt hun ruilkoop gezien als het begin van de zwarte slavernij in de Verenigde Staten, die tot 1865 zou bestaan.
Tijdens de Rebellie van Bacon in 1676 werd Jamestown tot de grond toe afgebrand. De nederzetting werd daarna herbouwd, maar in 1698 brandde het State House, de zetel van de koloniale regering, opnieuw af. Dit leidde ertoe dat het bestuur van de kolonie Virginia in 1699 werd verplaatst van Jamestown naar Middle Plantation dat werd hernoemd in Williamsburg, ter ere van koning Willem III. Jamestown werd verlaten (de laatste kerkdiensten vonden er plaats in de jaren 1750) en bestaat tegenwoordig alleen nog als archeologische vindplaats.
In 2007 werd het 400-jarig bestaan van Jamestown gevierd met onder andere een bezoek van koningin Elizabeth in mei.

## Films
Twee films gaan over de eerste jaren van Jamestown: de Disneyfilm Pocahontas uit 1995 en The New World uit 2005. Beide films gaan vooral over de liefdesrelatie tussen Indianenprinses Pocahontas en de eerste leider van de kolonisten, John Smith. In The New World komt ook de bovengenoemde John Rolfe in beeld. Dit is de man met wie Pocahontas in werkelijkheid trouwde en Smiths opvolger. Met deze man reisde ze uiteindelijk naar Engeland waar ze stierf in 1617.

## Voetnoten
1. ↑  Martha McCartney, Africans, Virginia's First, in: Encyclopedia Virginia (geraadpleegd 20 mei 2021). Gearchiveerd op 7 augustus 2023.